# Waskesiu
Waskesiu est la seule ville à l'intérieur du parc national de Prince-Albert, située sur la rive sud du lac Waskesiu.  Beaucoup d'aménagements et de services qu'on peut s'attendre à trouver dans un parc multi-fonctions y sont disponibles, comme des boutiques de souvenirs, de petites épiceries, une station d'essence, une buanderie, des restaurants, des hôtels et des motels, des chalets en location, un petit cinéma (qui fait des projections lors des jours pluvieux et froids), une station de la Gendarmerie royale du Canada (GRC), des terrains de camping, trois marinas, beaucoup de plages, des aires de pique-niques, des courts de tennis et des terrains de boulingrin (jeu de boules originaire d'Angleterre).  Les aménagements et services combinent des expériences récréatives et de la nature.  Le parc contient aussi le terrain de golf de Waskesiu, dont les plans ont été dessinés par le célèbre architecte de terrains de golf Stanley Thompson, qui a aussi dessiné les plans du parcours du parc national de Banff.